# Мели, Джованни
Джованни Мели (итал. Giovanni Meli; 4 марта 1740 — 20 декабря 1815) — сицилийский и итальянский поэт и драматург.

## Биография
Изучал философию и медицину в палермском университете. После окончания университета работал врачом в Чинизи в провинции Палермо. Именно в этот ранний период своей жизни, что он познакомился с буколической поэзией поэтов родной Сицилии, приёмы которой впоследствии использовал во всех своих литературных произведениях.
Уже будучи широко известным учёным и поэтом, вернулся в Палермо. Работал профессором фармацевтической химии в палермском университете. Был почётным членом ряда итальянских академий (Сиены (1801) и Мессины).
Остаток своей жизни посвятил сбору произведений сицилийской поэзии, продолжая писать и публиковать свои собственные работы. Его «Poesi Siciliani» в пяти томах были опубликованы в 1787 году, а издание в шести томах — в 1814 году.

## Творчество

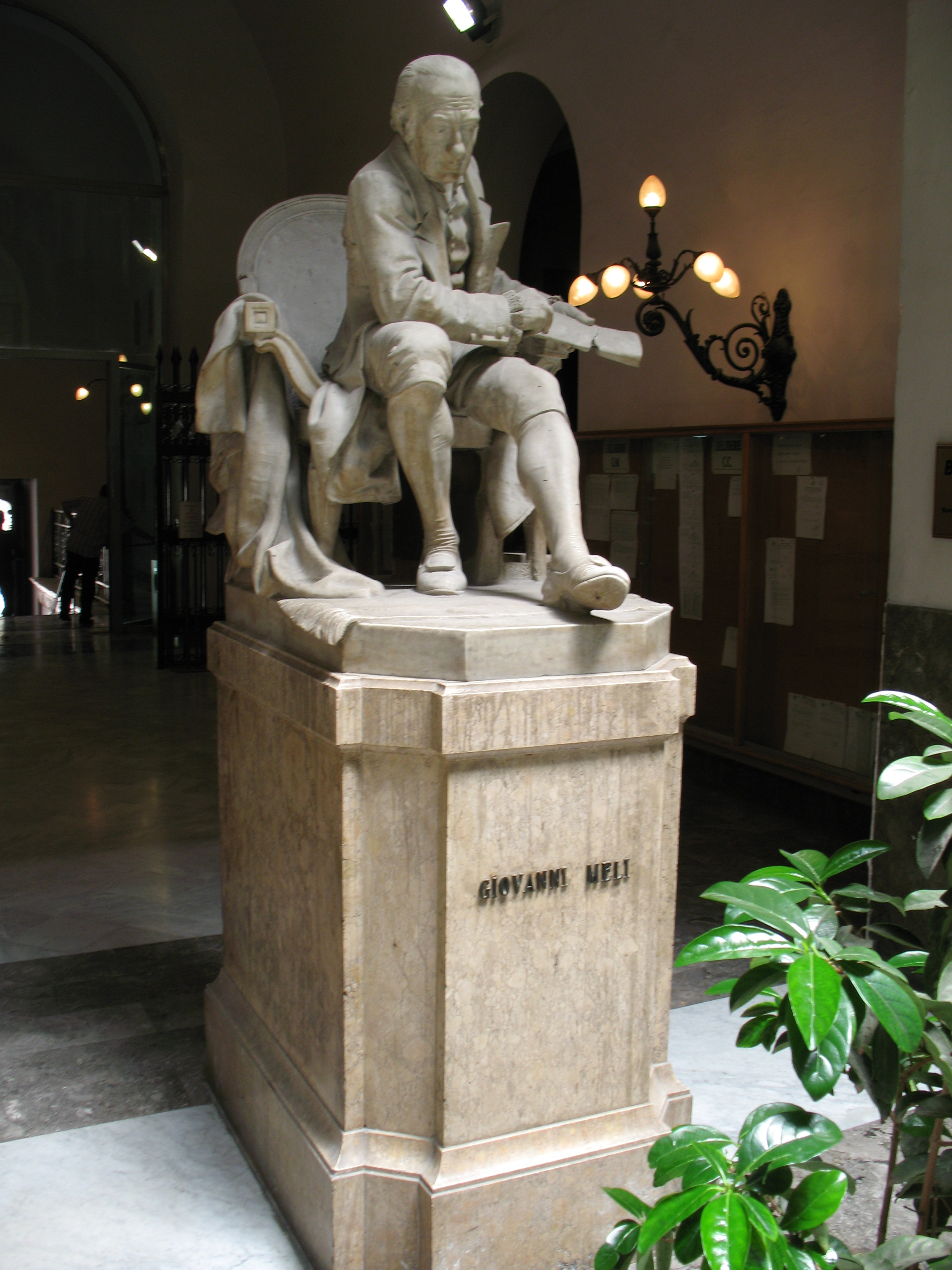
Памятник Джованни Мели в Palazzo Pretorio, Палермо

Джованни Мели считается выдающимся сицилийским поэтом своего времени наряду с Доменико Темпио.
Свои произведения писал на сицилийском языке.
Лучшие из его лирических стихотворений отличаются древнегреческой пластичностью и жизнерадостностью и напоминают Анакреона и Феокрита. Менее удачны эпические поэмы Дж. Мели: «La fata galante», «L’origine del monde» и героико-комический «Don Chisciotte» — переработка и продолжение романа Сервантеса.
Дж. Мели писал также сатиры, и остроумные басни. По образцу поэмы Ф. Реди «Вакх в Тоскане» (итал. Bacco in Toscana; 1685) он написал «Ditrammu» — шутку, полную юмора.
Естественно-научные труды его изданы под заглавием «Varii opuscoli» (Палермо, 1837). В 1787 г. там же он сам издал собрание стихотворений.
После его смерти вышло полное собрание стихов (1830) и сборники «Poesie siciliane» (l859) и «Puisii siciliani» (1884).
Произведения его на сицилийском диалекте перевёл на литературный итальянский язык Gazzino (Турин, 1858); на немецком языке есть превосходный перевод Грегоровиуса некоторых его песен (Лейпциг 1856 и 1886).